# Hexatoma roraimella
Hexatoma roraimella är en tvåvingeart som beskrevs av Alexander 1935. Hexatoma roraimella ingår i släktet Hexatoma och familjen småharkrankar. Inga underarter finns listade i Catalogue of Life.